# Labrisomus pomaspilus
Labrisomus pomaspilus е вид лъчеперка от семейство Labrisomidae.

## Разпространение
Видът е разпространен в Еквадор и Колумбия.